# GridMathematica
gridMathematica es un producto de software de Wolfram Research, el cual extiende las capacidades de procesamiento paralelo de su producto principal Mathematica.

## Características
gridMathematica aumenta el número de procesos paralelos que Mathematica puede ejecutar de forma simultánea. Cada proceso paralelo aplica un CPU adicional a una tarea. Una licencia estándar de Mathematica permite que hasta cuatro tareas paralelas sean ejecutadas simultáneamente. Al aumentar el número de tareas disponibles, algunos tipos de problemas pueden ser resueltos en menos tiempo.
Mathematica estándar consta de una parte frontal que proporciona una interfaz de usuario y un proceso de control (el kernel de control) que posee tareas computacionales realizadas por hasta cuatro procesos distintos.  Mathematica llama a los procesos realizando cálculos que "computan kérneles". gridMathematica permite procesos adicionales (kérneles de cómputo) para ser luego utilizados. 
gridMathematica está disponible en dos opciones. El "gridMathematica Local" autoriza el uso de hasta 8 kérneles en un solo equipo. La opción de
"gridMathematica Server" permite utilizar hasta 16 kérneles de cómputo distribuidos en más de un equipo.
Mathematica administra la comunicación entre los procesos, tales como queueing, memoria virtual compartida, y recuperación de fallos.
gridMathematica puede escalar a grandes sistemas de grid cuando las licencias son adquiridas. El cómputo de los procesos puede estar localizado en un equipo único de multiprocesador o puede estar distribuido en una red heterogénea remota. Plataformas de 64 bits pueden ser utilizadas. La comunicación entre los kérneles y la parte frontal utilizala interfaz de Mathlink, la cual es una interfaz  diseñada para permitir que los programas externos se comuniquen con Mathematica. La comunicación es por medio de TCP/IP  y usa SSH o RSH para la autentificación.

## Historia
Antes del lanzmaiento de Mathematica 7, gridMathematica y el ahora interrumpido Mathematica Personal Grid Edition eras las únicas versiones de Mathematica que permitían la computación paralela. Ellas trabajaban como productos independientes que incluían la interfaz de usuario, los kérneles de control y la herramienta de computación paralela desarrollada por Roman Maeder, uno de los autores originales de Mathematica. 
Con el lanzamiento de Mathematica 7, las herramientas de programación paralela fueron  e incluidas en Mathematica, y gridMathematica fue rediseñado para trabajar directamente con Mathematica.